# Tabebuia pinetorum
Tabebuia pinetorum là một loài thực vật có hoa trong họ Chùm ớt. Loài này được Britton miêu tả khoa học đầu tiên năm 1915.